# جائزة المكسيك الكبرى 1991
جائزة المكسيك الكبرى 1991 هو سباق فورمولا 1 أقيم بتاريخ 16 يونيو 1991 في مدينة مكسيكو، المكسيك. كان السادس من أصل 16 في بطولة العالم لسباقات الفورمولا واحد موسم 1991. حلّ الإيطالي ريكاردو باتريس أولا بينما جاء البريطاني نايجل مانسيل في المركز الثاني وحصل على المركز الثالث البرازيلي آيرتون سينا.